# Municipio de Green (condado de Forest)
El municipio de Green (en inglés: Green Township) es un municipio ubicado en el condado de Forest en el estado estadounidense de Pensilvania. En el año 2000 tenía una población de 397 habitantes y una densidad poblacional de 3,6 personas por km².

## Geografía
El municipio de Green se encuentra ubicado en las coordenadas 41°32′00″N 79°21′59″O / 41.53333, -79.36639.

## Demografía
Según la Oficina del Censo en 2000 los ingresos medios por hogar en la localidad eran de $28,594 y los ingresos medios por familia eran de $34,688. Los hombres tenían unos ingresos medios de $28,750 frente a los $23,500 para las mujeres. La renta per cápita de la localidad era de $15,725. Alrededor del 10,9% de la población estaba por debajo del umbral de pobreza.